# Grupa Artystyczna Koncentrat
Grupa Artystyczna Koncentrat – grupa artystyczna powstała w 2005 roku w Warszawie. W jej składzie od początków powstania znajdują się: Anka Jankowska, Ewa Garniec, Rafał Dziemidok. Ich działalność związana jest z teatrem współczesnym. W swoich spektaklach wykorzystują takie elementy jak taniec czy performance. W swoim manifeście mocno podkreślają jednak, że nie chcą być utożsamiani z teatrem tańca współczesnego. Najważniejszym założeniem grupy jest oddziaływanie na publiczność, a zaraz potem - perfekcja formalna.

## Spektakle
- Królik, śmierć i konkurs ujeżdżenia (premiera: 25 stycznia 2008)
- Nawrotnik (premiera: 28 grudnia 2007)
- 3 x nie wiem (Improwizacja)
- Powiedz mi, że wyglądam bosko (Herezja kwantowa) (premiera: 28-29 października 2006)
- Potańcówka (premiera: 25 lipca 2006)
- 2moreless (premiera: 14 grudnia 2005)
- Brudny róż (premiera: czerwiec 2005)